# José Carlos Cimatti
José Carlos Cimatti Pereira (Dourados, 1 de março de 1958), chamado também de Cimatti, é um engenheiro florestal e político brasileiro.

## Biografia
José Carlos Cimatti Pereira nasceu em Dourados, em Mato Grosso do Sul. Filho de Carolina Cimatti e Nilton de Mattos Pereira, é servidor público municipal licenciado da Secretaria de Agricultura. Foi secretário de Serviços Urbanos, no período de janeiro de 1997 a novembro de 1998, no segundo mandato do ex-prefeito Braz Melo. Em 2004 foi eleito pelo PFL para o cargo de vereador, com 2552 votos. Recebeu então convite do prefeito Laerte Tetila (PT) para ser secretário municipal de Desenvolvimento e Empreendedorismo. Como seu partido fazia oposição ao governo, teve que trocar de partido para assumir esta função. Após ficar um tempo sem legenda, foi para o PSB e seu suplente, Humberto Teixeira Júnior (então no PV), assumiu sua posição na Câmara Municipal. Cimatti ficou um ano à frente da secretaria de Desenvolvimento e Empreendedorismo, retomando seu mandato de vereador no início de 2006.
Em 2006 concorreu ao cargo de deputado estadual pelo estado do Mato Grosso do Sul, fazendo parte da coligação "Um Novo Avanço para Mato Grosso do Sul" (PSB / PP / PC do B / PHS / PTN / PRP), mas não consegui se eleger, tendo recebido 6727 votos.
Em 2008 foi eleito vereador em Dourados pelo PSB, graças aos votos na legenda, fazendo parte da coligação "Dourados cada vez melhor" (PT/PSB) e tendo recebido 1637 votos. Estando pela sexta vez consecutiva no cargo de vereador.

## Atuação
Na Câmara Municipal de Dourados é, durante o biênio 2009/2010:
- Presidente da comissão de indústria e comércio.
- Vice-presidente da comissão de Justiça, Legislação e Redação.
- Membro da comissão de Agricultura e Pecuária.
- Membro da comissão de Segurança Pública.
- Membro da comissão de Ética e Decoro Parlamentar.

## Operação Uragano
Em 2010 foi denunciado à Justiça por suspeita de participação em um esquema de fraudes e desvio de verbas da prefeitura, na gestão do prefeito Ari Artuzi. A Operação Uragano da Polícia Federal e Ministério Público Estadual denunciou o vereador por suspeitas de desviar 30 mil reais. O Ministério Público acusou Cimatti de pagamento mensal de 5 mil reais para o prefeito de Dourados, Ari Artuzi. Cimatti renunciou ao mandato de vereador em 15 de março de 2011.